# Xã St. Johns, Quận Kandiyohi, Minnesota
Xã St. Johns (tiếng Anh: St. Johns Township) là một xã thuộc quận Kandiyohi, tiểu bang Minnesota, Hoa Kỳ. Năm 2010, dân số của xã này là 411 người.